# 隠岐国分寺蓮華会舞
隠岐国分寺蓮華会舞（おきこくぶんじれんげえまい）は、島根県隠岐郡隠岐の島町の隠岐国分寺に伝わる民俗芸能の舞。1977年（昭和52年）5月17日、重要無形民俗文化財に指定された。

## 概要
この蓮華会舞は、隠岐国分寺で平安時代の頃から地元住民により継承されてきたもので、明治政府による廃仏毀釈で一時中断されたが、1884年（明治17年）に地元住民によって復活された。現代では、毎年弘法大師の命日の4月21日に演じられる。
舞はもともと十数番あったらしいが、現代には「麦焼舞」「眠り仏」「獅子舞」「貴徳山神」「竜王」「太平楽」「仏舞」の七番のみが伝わる。楽器は蟯、笛、饒鉢を用い、太平楽以外はそれぞれの仮面を使用する。本祭、裏祭を隔年に行ない、本祭には舞の全曲、裏祭には「眠り仏」のみを舞う。
蓮華会舞で使用される古面は、奈良時代に中国から伝わった物と伝えられていたが、2007年（平成19年）2月25日の火災で隠岐国分寺本堂が全焼した際に舞の道具一式とともに焼失した。焼失後、保存会をはじめとした関係機関の協力により、同年11月には全ての道具が復元された。